# Lütjenholm
Lütjenholm (frisó septentrional Läitjholem, danès Lilholm) és un municipi del districte de Nordfriesland, dins l'Amt Mittleres Nordfriesland, a l'estat alemany de Slesvig-Holstein. És a uns 7 km al nord-est de Bredstedt i és una zona boscosa. El 31 de desembre del 2023 tenia 338 habitants.